# ۱۹۴۱

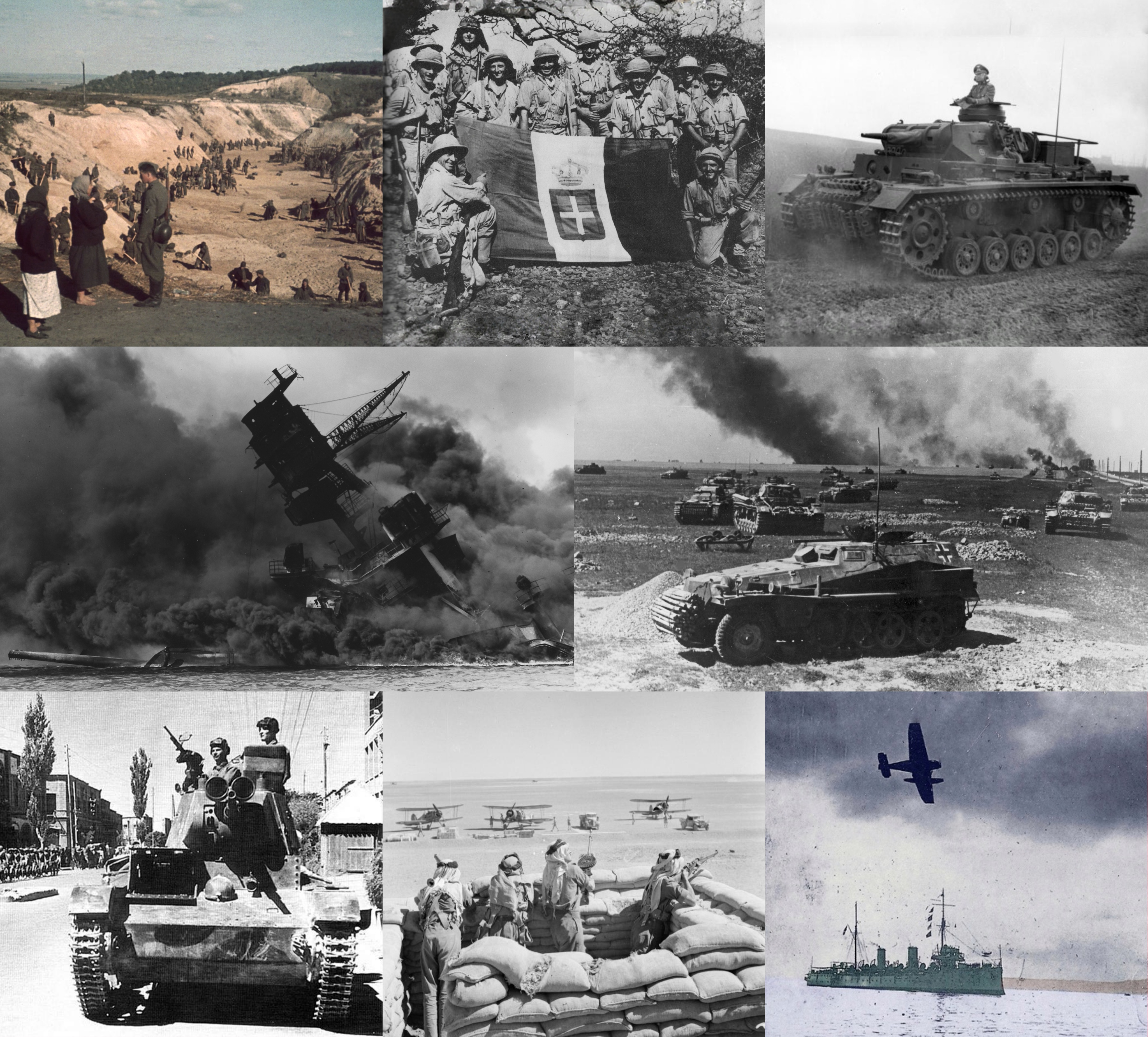

سال ۱۹۴۱ (هزار و نهصد و چهل و یک) میلادی، دومین سال از دهه ۱۹۴۰ در سده ۲۰ میلادی بود.

## رویدادها
- ۱ مه - اکران فیلم همشهری کین اثر اورسن ولز
- ۲۴ مه - جنگ جهانی دوم: نبردناو آلمانی بیسمارک در جریان نبرد اقیانوس اطلس، رزم‌ناو بریتانیایی هود را غرق کرد.
- ۶ ژوئن - طرح عملیاتی بارباروسا: آدولف هیتلر با صدور فرمان کمیسار از ورماخت خواست در جریان تهاجم به شوروی، عناصر سیاسی حزب کمونیست در یگان‌های ارتش سرخ را پس از اسارت از بین ببرد.
- ۲۲ ژوئن – آغاز عملیات بارباروسا، تهاجم آلمان به شوروی
- ۲۳ ژوئن - شوروی استاوکا را تشکیل داد.
- ۲۷ ژوئن - در پی بمباران شدن مواضعی در خاک این کشور، مجارستان وارد جنگ با شوروی شد.
- ۲۹ ژوئن - لویو در اوکراین به تصرف ورماخت درآمد.
- ۹ ژوئیه - ژیتومیر در اوکراین به تصرف ورماخت درآمد.
- ۱۹ ژوئیه - هیتلر با صدور فرمان شماره ۳۳ پیشوا، دستور به چرخش نیروهای آلمانی از بخش مرکزی در محور مسکو به جانب جنوب در جهت اوکراین داد.
- ۲۱ ژوئیه - مسکو برای نخستین بار در جنگ توسط لوفت‌وافه بمباران شد.
- ۳۰ ژوئیه - ورماخت تهاجم به کی‌یف، پایتخت اوکراین را آغاز کرد.
- ۳ اوت - تکمیل محاصره اومان توسط نیروهای آلمانی
- ۵ اوت - پایان کار انهدام محاصره اسمولنسک و به اسارت درآمدن ۳۴۰ هزار نفر از نیروهای ارتش سرخ
- ۵ اوت - ژوزف استالین دستور به عزل گئورگی ژوکوف از ریاست ستاد کل ارتش سرخ داد.
- ۸ اوت - پایان کار انهدام محاصره اومان و به اسارت درآمدن ۱۰۳ هزار نفر از نیروهای ارتش سرخ
- ۸ اوت - آغاز تهاجم عمومی ورماخت با عبور از رود لوگا به سمت لنینگراد
- ۸ اوت - آغاز محاصره اودسا توسط نیروهای رومانیایی
- ۱۹ اوت - گومل در بلاروس به تصرف ورماخت درآمد.
- ۲۵ اوت - اشغال ایران توسط متفقین
- ۲۸ اوت - تالین در استونی به تصرف ورماخت درآمد.
- ۲۹ اوت - ویبورگ در کارلیا به تصرف نیروهای فنلاندی درآمد.
- ۶ سپتامبر - هیتلر با صدور فرمان شماره ۳۵ پیشوا طرح‌ریزی جهت تهاجم به مسکو را آغاز کرد.
- ۸ سپتامبر - تکمیل محاصره لنینگراد توسط ورماخت
- ۱۴ سپتامبر - تکمیل محاصره ناحیه کی‌یف توسط ورماخت
- ۲۴ سپتامبر - تصرف کامل کی‌یف توسط نیروهای آلمانی
- ۲ اکتبر - آغاز عملیات تایفون توسط ورماخت برای تصرف مسکو
- ۲۳ دسامبر - جنگ جهانی دوم: پیروزی نیروهای امپراتوری ژاپن در نبرد جزیره ویک

## زادروزها
- ۵ ژانویه - هایائو میازاکی، کارگردان ژاپنی[۱]
- ۹ ژانویه - جوآن بائز، خواننده و ترانه‌نویس آمریکایی و فعال اجتماعی ضد جنگ[۲]
- ۲۷ ژانویه - کریستوف کیشلوفسکی، کارگردان مشهور لهستانی
- ۲۰ اوت - اسلوبودان میلوشویچ، سیاستمدار صرب
- ۸ ژانویه – گراهام چپمن، کمدین، نویسنده و بازیگر بریتانیایی (د. ۱۹۸۹)
- ۱۵ ژانویه – کاپیتان بیفهارت، خواننده، شاعر، و آهنگساز آمریکایی (د. ۲۰۱۰)
- ۸ فوریه – نیک نولتی، تهیه‌کننده و بازیگر آمریکایی
- ۱۹ فوریه - دیوید گراس، فیزیکدان آمریکایی
- ۲۸ فوریه – سوزان مبارک، سیاستمدار مصری
- ۵ مارس – نونا گاپرینداشویلی، بازیکن شطرنج اهل گرجستان
- ۱۴ مارس – ولفگانگ پترسن، تهیه‌کننده و کارگردان آلمانی
- ۱۵ مارس – مایک لاو، خواننده-ترانه‌سرا، موسیقی‌دان، خواننده، و آهنگساز آمریکایی
- ۱۸ مارس – ویلسون پیکت، خواننده آمریکایی (د. ۲۰۰۶)
- ۲۹ مارس - جوزف تیلور، فیزیکدان آمریکایی
- ۱ آوریل – آجیت وادکار، بازیکن کریکت اهل هند (د. ۲۰۱۸)
- ۱۲ آوریل – بابی مور، بازیکن فوتبال بریتانیایی (د. ۱۹۹۳)
- ۱۸ آوریل – مایکل دی هیگینز، سیاستمدار، شاعر، و نویسنده ایرلندی
- ۲۴ مه - باب دیلن: خواننده، آهنگساز، شاعر و نویسنده آمریکایی
- ۱۸ ژوئن – آدولف هونلاین، نظامی آلمانی (ز. ۱۸۸۱)
- ۲۰ سپتامبر – دیل چیهولی، هنرمند و مجسمه‌ساز آمریکایی
- ۲۶ سپتامبر – مارتین بسویک، بازیگر و مدل جامائیکایی
- ۸ اکتبر – جس جکسون، سیاستمدار آمریکایی
- ۹ اکتبر – ترنت لات، سیاستمدار، وکیل، و خواننده آمریکایی
- ۱۰ اکتبر – پیتر کایوتی، بازیگر آمریکایی
- ۳۰ اکتبر – تئودور هانش، فیزیک‌دان آلمانی
- ۳۱ اکتبر – سالی کیرکلند، تهیه‌کننده و بازیگر آمریکایی
- ۱۲ نوامبر - کریستینا پری روسی، نویسنده و شاعر اهل اروگوئه
- ۲۱ نوامبر – جولیت میل، بازیگر بریتانیایی
- ۹ دسامبر – بیوهانکز بریجز، بازیگر آمریکایی
- ۳۱ دسامبر – الکس فرگوسن، بازیکن فوتبال و مربی بریتانیایی

## درگذشت‌ها
- ۷ اوت - رابیندرانات تاگور شاعر هندی
- ۱۸ نوامبر - والتر نرنست شیمی‌دان آلمانی
- ۲۸ مارس - ویرجینیا وولف نویسنده انگلیسی
- ۱۳ ژانویه - جیمز جویس نویسنده ایرلندی
- ۱۱ سپتامبر - کریستین راکوسکی سیاستمدار روس
- ۲۸ فوریه – آلفونسو سیزدهم، کشیش اسپانیایی (ز. ۱۸۸۶)
- ۷ مارس – گونتر پرین، افسر آلمانی (ز. ۱۹۰۸)
- ۸ مارس – شروود اندرسن، نویسنده آمریکایی (ز. ۱۸۷۶)
- ۱۳ آوریل – آنی جامپ کانن، ستاره‌شناس و فیزیک‌دان آمریکایی (ز. ۱۸۶۳)
- ۲۴ آوریل – کارین بوی، نویسنده و شاعر سوئدی (ز. ۱۹۰۰)
- ۳۰ آوریل – ادوین اس پورتر، کارگردان آمریکایی (ز. ۱۸۷۰)
- ۱۱ مه – پگی شنون، بازیگر آمریکایی (ز. ۱۹۱۰)
- ۲۷ مه – گونتر لوتینس، نظامی آلمانی (ز. ۱۸۸۹)
- ۲۱ ژوئن – الیوت دکستر، بازیگر آمریکایی (ز. ۱۸۷۰)
- ۲۶ ژوئیه – هنری لبگ، ریاضی‌دان فرانسوی (ز. ۱۸۷۵)
- ۱۳ اوت – جیمز استوارت بلکتون، تهیه‌کننده و کارگردان آمریکایی (ز. ۱۸۷۵)
- ۱۴ اوت – پل ساباتیه، شیمی‌دان فرانسوی (ز. ۱۸۵۴)
- ۳۱ اوت – مارینا تسوتایوا، شاعر و نویسنده روسی (ز. ۱۸۹۲)